# Hinata Kida
Hinata Kida (喜田 陽 Kida Hinata?, nacido el 4 de julio de 2000 en Osaka) es un futbolista japonés que se desempeña como centrocampista en el Cerezo Osaka de la J1 League.

## Trayectoria

### Clubes
| Club                    | País  | Año    |
| ----------------------- | ----- | ------ |
| Cerezo Osaka            | Japón | 2017 - |
| Cerezo Osaka sub-23     | Japón | 2017 - |
| Avispa Fukuoka (cedido) | Japón | 2019   |

## Estadística de carrera

### J. League
| Club                | Año   | J. League | J. League | Copa J. League | Copa J. League | Total | Total |
| Club                | Año   | Part.     | Goles     | Part.          | Goles          | Part. | Goles |
| ------------------- | ----- | --------- | --------- | -------------- | -------------- | ----- | ----- |
| Cerezo Osaka        | 2017  | 0         | 0         | 1              | 0              | 1     | 0     |
| Cerezo Osaka sub-23 | 2017  | 16        | 0         | -              | -              | 16    | 0     |
| Total               | Total | 16        | 0         | 1              | 0              | 17    | 0     |

## Palmarés

### Títulos nacionales
| Título             | Club         | País  | Año  |
| ------------------ | ------------ | ----- | ---- |
| Copa J. League     | Cerezo Osaka | Japón | 2017 |
| Copa del Emperador | Cerezo Osaka | Japón | 2017 |